# Caixa térmica

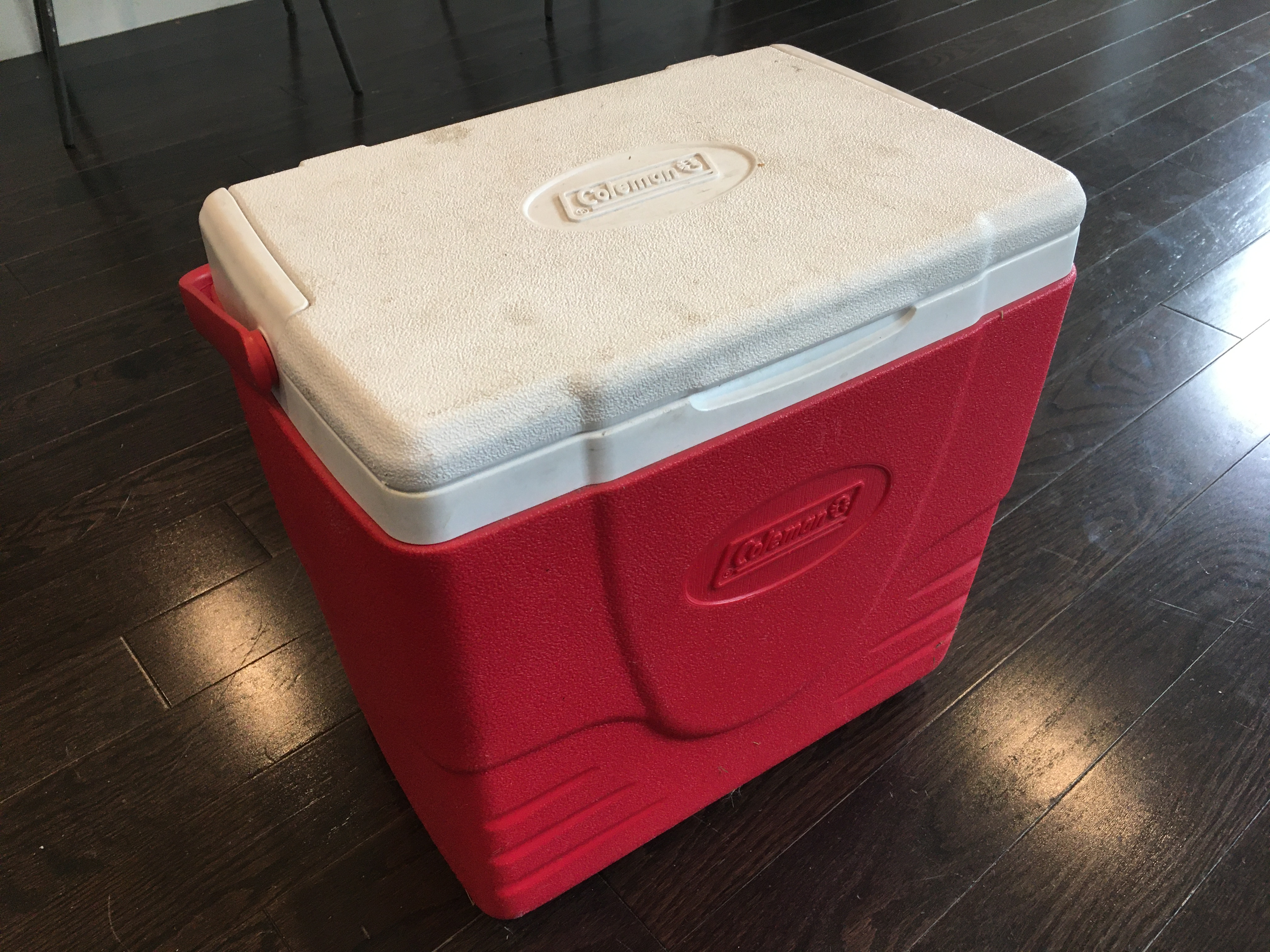

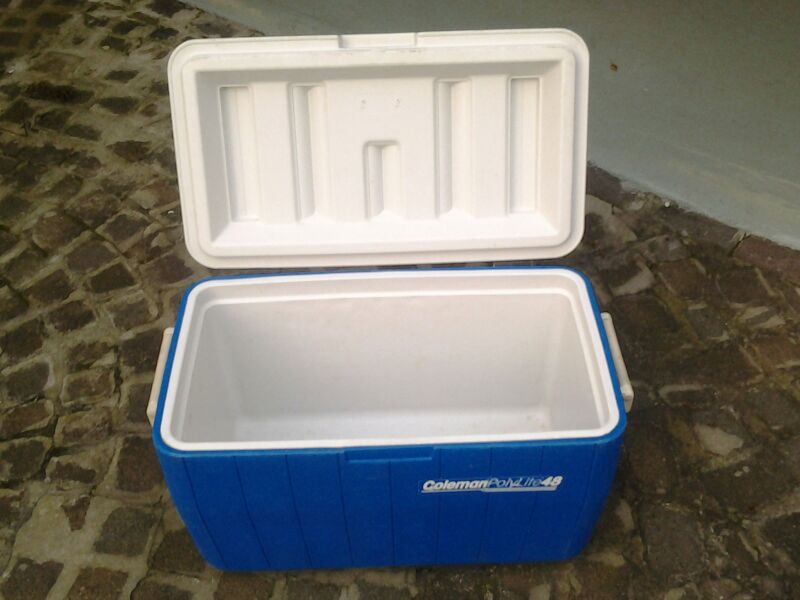
Caixa térmica aberta

Um cooler(português brasileiro), caixa térmica(português brasileiro) ou geleira(português europeu) é uma caixa isolante térmica utilizada para conservar alimentos (carne para churrasco, sanduíches, sorvetes, frutas, etc.) ou bebidas para mantê-los frescos. Eles também podem ser mantidos com cubos de gelo dentro da caixa, gelando ainda mais.
São frequentemente levados em praias, casas de veraneio, e piqueniques.
São geralmente fabricados em material plástico (geralmente polipropileno) e possuem uma parede dupla, com o material isolante entre estas duas paredes (isopor ou poliuretano).

## História
O inventor original da caixa térmica é desconhecido, com versões disponíveis em várias partes do mundo ao longo da década de 1950.
A caixa térmica portátil foi patenteada nos EUA por Richard C. Laramy de Joliet, Illinois. Em 24 de fevereiro de 1951, Laramy apresentou um pedido no Escritório de Patentes dos Estados Unidos para uma caixa térmica portátil (Nº de série 212.573). A patente (nº 2.663.157) foi emitida em 22 de dezembro de 1953.
Em 1952, a portátil Esky Auto Box foi lançada na Austrália pela empresa de refrigeração Malley's de Sydney. Feita de aço e acabada em esmalte cozido e cromo, com chapa de cortiça para isolamento, a Esky se tornou a primeira caixa térmica produzida em massa no mercado. A marca obteve enorme sucesso e, em 1960, 500.000 famílias australianas possuíam uma (em um país de aproximadamente 3 milhões de famílias na época).
A Coleman Company popularizou a caixa térmica nos EUA com sua oferta inicial de uma caixa térmica galvanizada em 1954. Três anos depois, a Coleman desenvolveu um processo para fazer um revestimento plástico para caixas térmicas e jarras.